# Parc de l'étang aux canards
La parc aux canards (estonien : Parditiigi park) est un parc situé dans le quartier de Siili à Tallinn en Estonie

## Présentation
Le parc aux canards est situé dans la zone située entre les rues Nõmme tee, A. H. Tammsaare tee et Sõpruse puiestee dans le quartier Siili de l'arrondissement de Mustamäe.
Le parc doit son nom à un étang, situé dans sa partie nord-ouest, qui abritait une grande colonie de canards colverts,.
La superficie du parc est de 5,9 hectares. Il existe plus de 150 espèces de plantes herbacées. Parmi les arbres, l'espèce dominante est l'aulne noir, les autres espèces sont le saule odorant, le Bouleau pubescent et le Saule marsault.
Les saules blancs et les trembles poussent en bordure des sentiers et de la forêt. 
Dans le parc, il y a des creux remplis d'eau, où poussent entre-autres des roseaux communs, et des massettes à larges feuilles.
Dans la partie nord-est du parc se trouve un étang partiellement ombragée par des arbres et des buissons.

## Transports
- Bus: 12, 13, 20, 20A, 24, 67, 23, 61, 64, 3, 4, 11, 28, 37
- Trolleybus: 4, 1, 5, 26, 26A

## Galerie

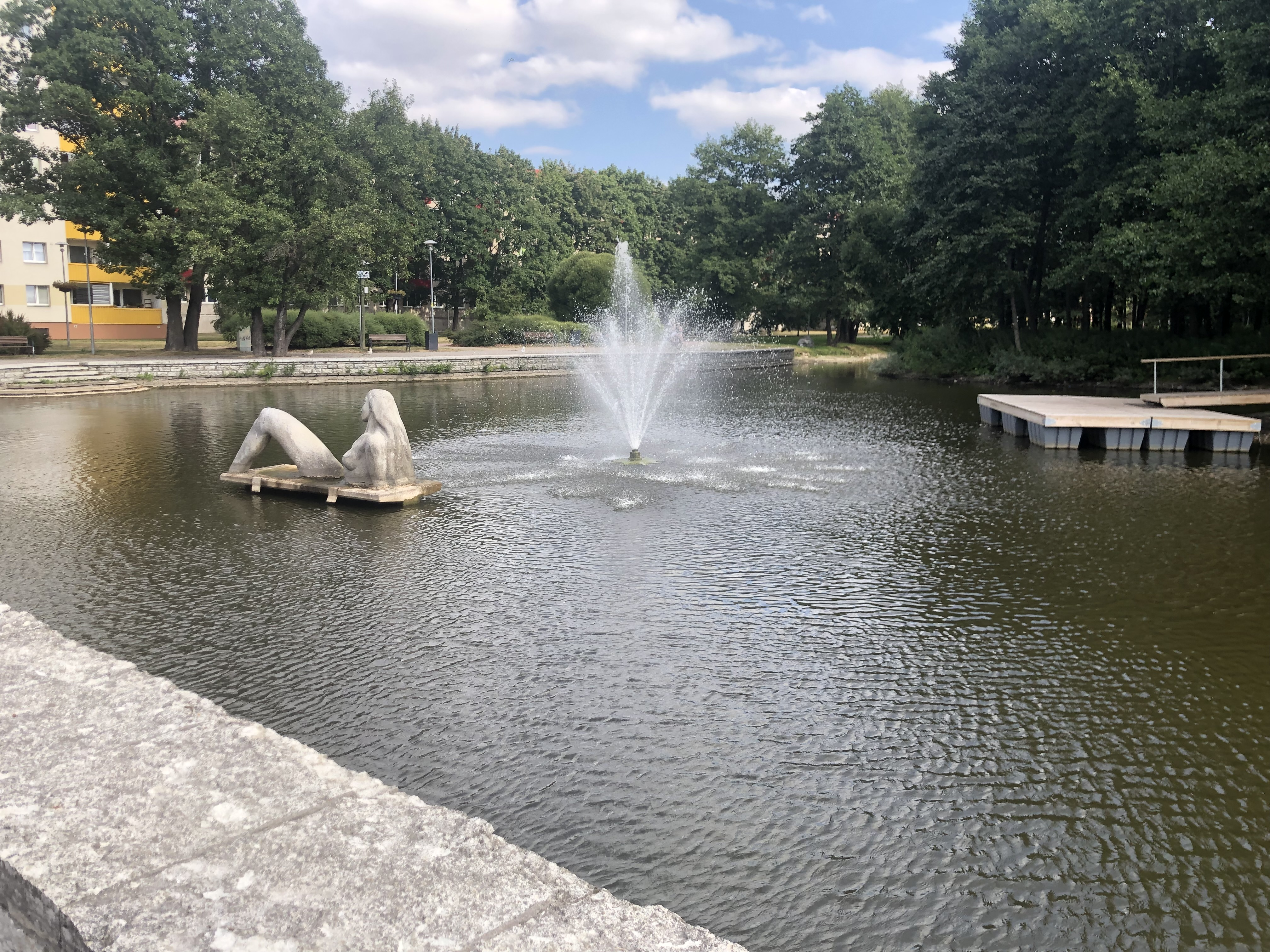
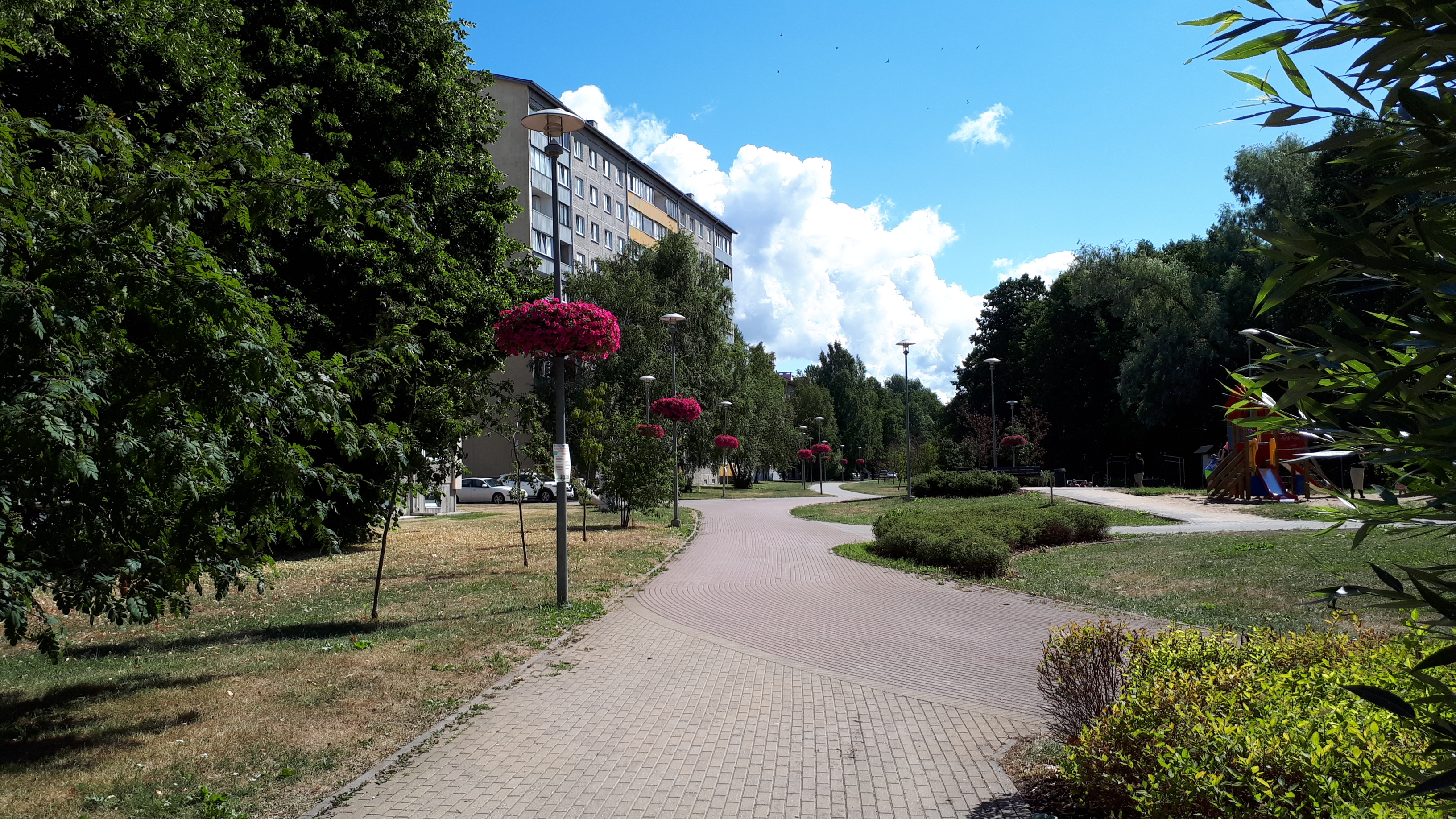
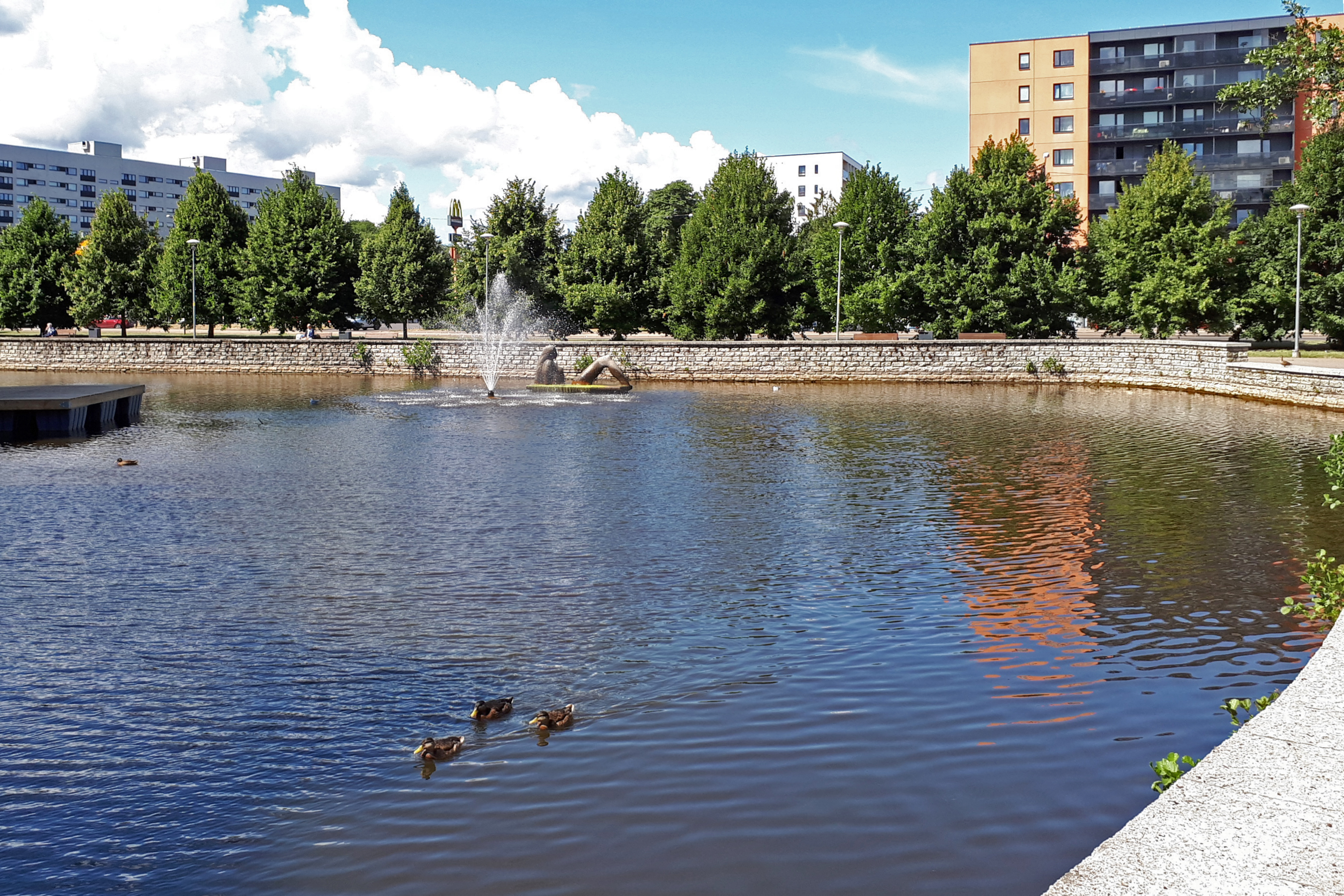
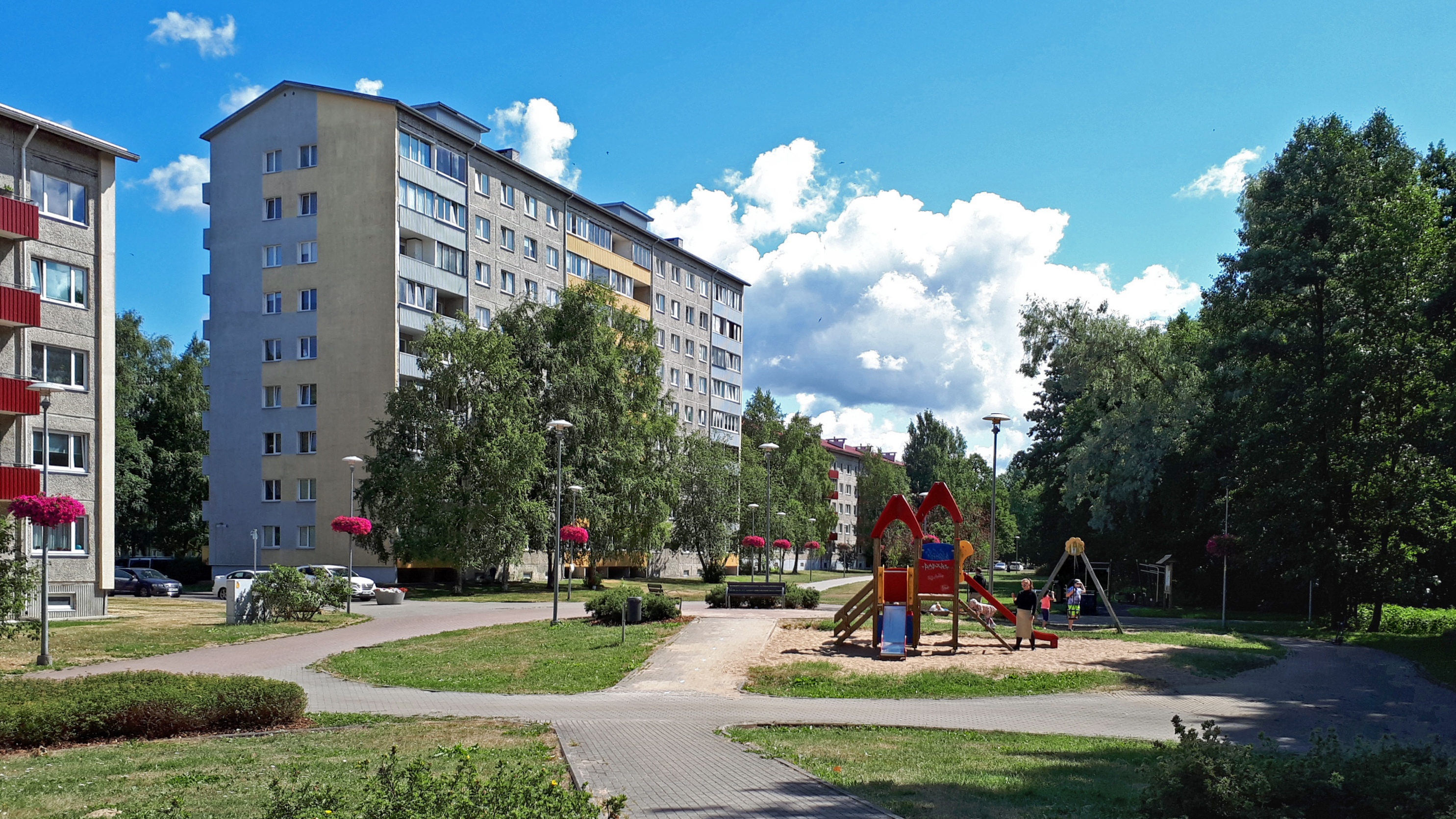
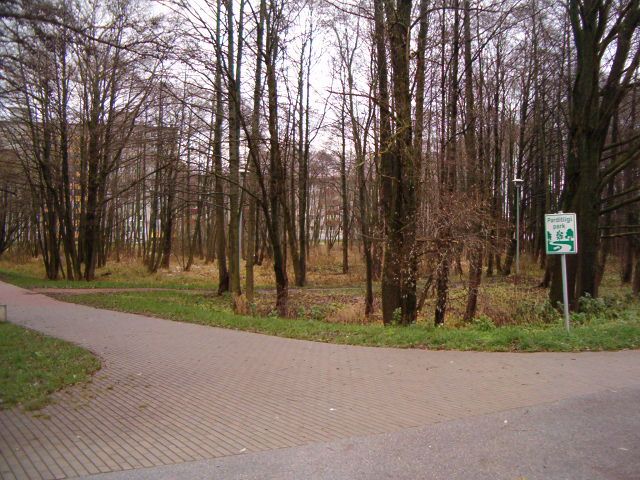